# Sărăței, Stînga Nistrului
Sărăței este un sat din cadrul comunei Hîrjău din Unitățile Administrativ-Teritoriale din Stînga Nistrului, Republica Moldova.

## Personalități
- Zygmunt Miłkowski (n. 23 martie 1824 – d. 11 ianuarie 1915) a fost un scriitor și om politic polonez.